# Nikaho, Akita
Nikaho (にかほ市 Nikaho-shi) là một thành phố thuộc tỉnh Akita, Nhật Bản.